# Austria (Trautmannsdorf)
Austria is een historisch merk van motorfietsen.
De bedrijfsnaam was: Austria Motor Fahrzeuge, K. Lamperts, Trautmannsdorf a.d. Leitha.
Austria begon in 1930 met de productie van motorfietsen, maar bijna alle onderdelen daarvoor werden geïmporteerd: de frames kwamen van Ardie uit Neurenberg en de 250- en 350cc-tweetaktmotoren van Villiers uit Wolverhampton. De meeste van deze motoren hadden luchtkoeling, maar er waren ook watergekoelde versies. Er werden ook zijklepmotoren van Sturmey-Archer uit Nottingham toegepast. De productie eindigde in 1933.